# Asqueon
Asqueon (en griego, Ἄσχειον) es el nombre de una antigua ciudad griega de Acaya.
Se menciona en un decreto de proxenía de Delfos del siglo IV a. C. También se conserva el testimonio de que dos teorodocos de Asqueon fueron nombrados hacia 230-220 a. C. para acoger al teoro de Delfos. Es citada también por Esteban de Bizancio.